# Odontomyia aureovestis
Odontomyia aureovestis är en tvåvingeart som först beskrevs av James 1948.  Odontomyia aureovestis ingår i släktet Odontomyia och familjen vapenflugor. Inga underarter finns listade i Catalogue of Life.